# Le Frou-frou

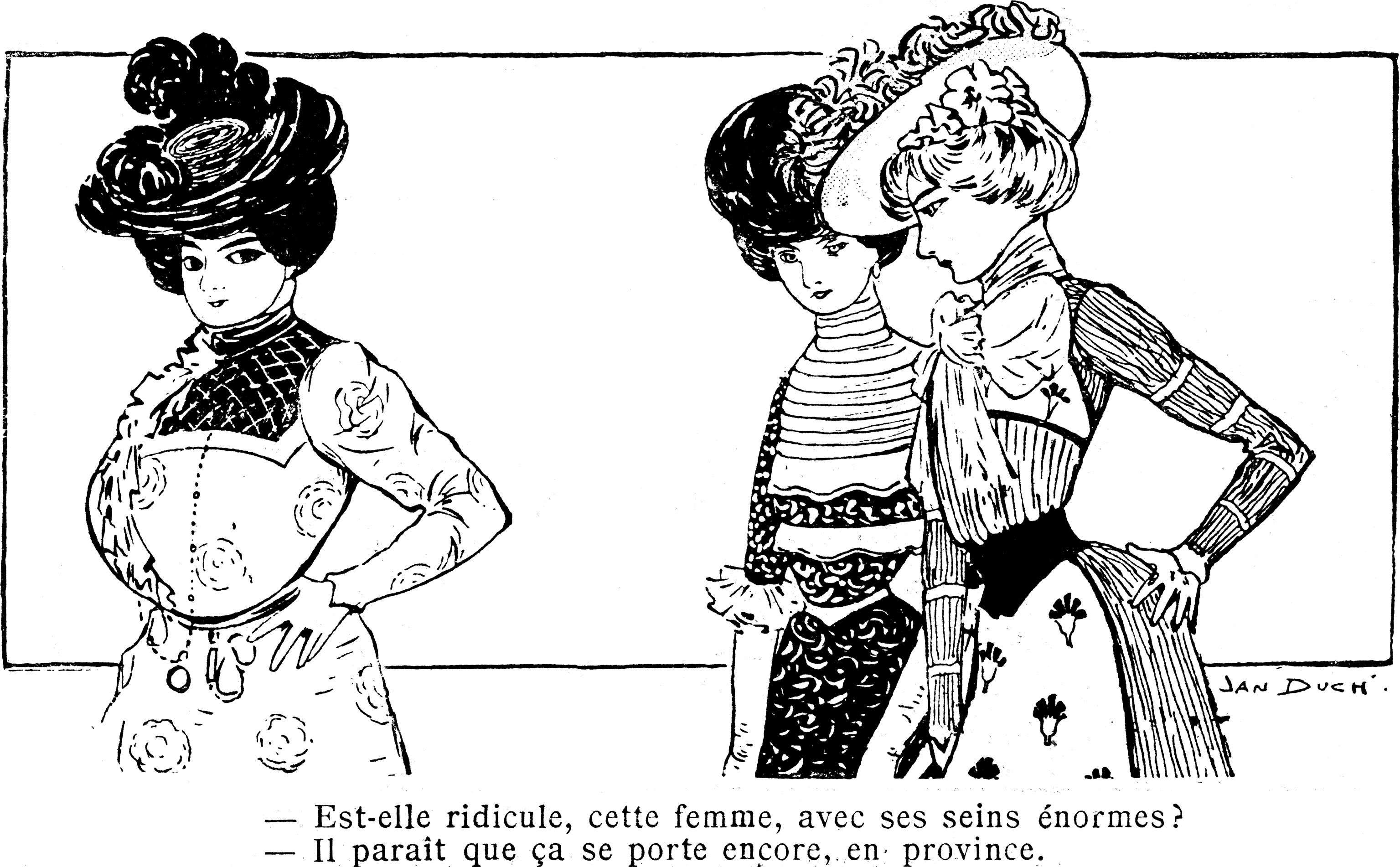
Een cartoon uit Le Frou-frou waarin het schoonheidsideaal van een kleinere boezem belachelijk wordt gemaakt.

Le Frou-frou was een Frans satirisch tijdschrift dat uitgegeven werd van 1904 tot en met 1912, naar het einde van het zogenaamde belle époque toe. De voorpagina's werden getekend in art nouveau en zijn tegenwoordig een verzamelobject.
De term 'frou-frou' laat zich moeilijk in het Nederlands vertalen. Het betekent zoiets als knisper knisper, maar dan met een ondeugende betekenis.